# Gloveria arizonensis
Gloveria arizonensis är en fjärilsart som beskrevs av Alpheus Spring Packard 1878. Gloveria arizonensis ingår i släktet Gloveria och familjen ädelspinnare. Inga underarter finns listade i Catalogue of Life.